# Lijst van voetbalinterlands Bermuda - Saint Vincent en de Grenadines
Deze lijst van voetbalinterlands is een overzicht van alle officiële voetbalwedstrijden tussen de nationale teams van Bermuda en Saint Vincent en de Grenadines. De landen speelden tot op heden vier keer tegen elkaar. De eerste ontmoeting, een kwalificatiewedstrijd voor de Caribbean Cup 2005, werd gespeeld in Kingstown op 26 november 2004. Het laatste duel, een groepswedstrijd tijdens de CONCACAF Nations League 2023/24, vond plaats op 17 november 2023 in Devonshire.

## Wedstrijden
| № | Plaats     | Datum             | Competitie                      | Wedstrijd                         | Uitslag |
| - | ---------- | ----------------- | ------------------------------- | --------------------------------- | ------- |
| 1 | Kingstown  | 26 november 2004  | Caribbean Cup 2005 kwalificatie | St. Vincent en de Gren. – Bermuda | 3 – 3   |
| 2 | Bridgetown | 9 november 2006   | Caribbean Cup 2007 kwalificatie | Bermuda − St. Vincent en de Gren. | 0 − 3   |
| 3 | Kingstown  | 12 september 2023 | CONCACAF Nations League 2023/24 | St. Vincent en de Gren. − Bermuda | 4 − 3   |
| 4 | Devonshire | 17 november 2023  | CONCACAF Nations League 2023/24 | Bermuda − St. Vincent en de Gren. | 3 − 1   |

## Samenvatting
| Competitie                 | Totaal gespeeld | Winst Bermuda | Gelijk | Winst St. Vincent en de Gren. | Doelsaldo Bermuda – St. Vincent en de Gren. |
| -------------------------- | --------------- | ------------- | ------ | ----------------------------- | ------------------------------------------- |
| CONCACAF Nations League    | 2               | 1             | 0      | 1                             | 6 − 5                                       |
| Caribbean Cup-kwalificatie | 2               | 0             | 1      | 1                             | 3 − 6                                       |
| Totaal                     | 4               | 1             | 1      | 2                             | 9 − 11                                      |

Wedstrijden bepaald door strafschoppen worden, in lijn met de FIFA, als een gelijkspel gerekend.